# Chor der Leibniz Universität Hannover
Der Chor der Leibniz Universität Hannover ist ein gemischter Hochschulchor, der aus Studenten und Mitarbeitern der Leibniz Universität Hannover sowie universitätsfremden Sängern besteht.

## Geschichte
Die Anfänge des Chores liegen im Jahre 1947, als ein Student namens Karl Heinz Westphal die Gründung eines gemischten Hochschulchores anregte. Ab 1949 war Ludwig Rutt Leiter des Chores. 1950 gab sich der Chor eine Satzung und ging von einem formlosen Zusammenschluss in eine verfasste Gemeinschaft über. 1989 übernahm Tabea Fischle die Leitung des Chores, die sie 35 Jahre, bis zum Sommersemester 2024, innehatte. Seitdem leitet Mauritius Weiß den Chor.
Der Chor veranstaltet jedes Jahr mindestens ein oder zwei Konzerte und hat darüber hinaus Auftritte im universitären Umfeld und in der Region Hannover. Dazu gehören z. B. die Chortage Herrenhausen, die Fête de la Musique, die Mittsommernacht der Chöre und die Teilnahme am Niedersächsischen Chorwettbewerb (2001 und 2009). Außerdem gab es in der Vergangenheit zahlreiche Konzertreisen im Inland (Hamburg, Leipzig) und ins Ausland (Rouen, Posen), darunter 2004 Auftritte anlässlich der Settimana di Musica Sacra dal Mondo in Florenz und Lucca.
Der beitragsfreie Chor finanziert sich neben den Eintrittsgeldern hauptsächlich über Zuwendungen der Universität und der Leibniz Universitätsgesellschaft.

## Repertoire
Der Chor der Leibniz Universität Hannover singt sowohl a cappella als auch instrumental begleitete Werke, welche die gesamte zeitliche Spanne von Renaissance und Frühbarock bis zur Moderne und zeitgenössischen Musik umfassen. Größere Projekte der letzten Jahre waren z. B. das Weihnachtsoratorium und die Johannes-Passion von Bach, Judas Maccabaeus von Händel und das deutsche Requiem von Brahms. Zu den Stücken des 20. Jahrhunderts im Repertoire zählen unter anderem Werke der Komponisten Alfred Koerppen und Eric Whitacre.
Der Chor kooperierte immer wieder mit dem Sinfonieorchester der Universität. So führten die beiden Ensembles im April 2014 zusammen mit weiteren Künstlern und Studenten der Hochschule für Musik, Theater und Medien Hannover die Oper Carmen von Georges Bizet im Lichthof des Welfenschlosses auf. Am gleichen Ort fand im Juli 2016 die Uraufführung des Werkes „Unter allen Möglichen die Beste…“ von Fredrik Schwenk anlässlich des zehnten Jahrestags der Umbenennung der Universität Hannover statt.